# Fatima Khatun
Fatima Khatun, död 1246, var en gunstling till kejsarinnan Töregene Khatun, Mongolväldets regent 1241-1246. 
Fatima var en tadzjikisk eller iransk shiamuslim som hade tagits som slav av mongolerna under Mongolernas invasion av Centralasien. Vid mongolhovet blev hon favorit hos Töregene Khatun. 
När Töregene Khatun grep makten som regent för sin son Güyük khan år 1241, och ersatte de förra ministrarna med sina anhängare, fick Fatima en inflytelserik ställning som regentens rådgivare och en post motsvarande minister. 
Fatima förlorade sin makt när Güyük khan blev myndig och tog makten själv 1246. Güyük khans bror Koden anklagade Fatima för att ha gjort honom sjuk med hjälp av svartkonst. När Koden avled en tid senare, bad Güyük khan sin mor att överlämna. Hon vägrade och hotade med att begå självmord. Güyük khan lät trots detta gripa Fatima, sy ihop hennes kroppsöppningar och dränka henne, varefter han rensade ut även andra av sin mors anhängare. Töregene Khatun avled själv under oklara omständigheter senare samma år.  